# Batalha de Derna (2018–2019)
Batalha de Derna foi uma campanha militar da Câmara dos Representantes da Líbia para recapturar a cidade de Derna do Conselho da Shura dos Mujahidins em Derna, que começou em 7 de maio de 2018 e terminou em 28 de junho do mesmo ano, com o Exército Nacional Líbio tomando toda a cidade. Nos estágios iniciais da batalha, o Conselho da Shura foi dissolvido e a Força de Proteção de Derna, continuou as operações após a batalha. 

## Prelúdio
Em 2018, a cidade costeira de Derna, povoada por 150.000 habitantes, é a última no leste da Líbia a escapar do controle do governo de Tobruk. A cidade era então mantida pelo Conselho da Shura dos Mujahidins em Derna, uma aliança de grupos islamitas e jihadistas, muitos dos quais próximos da al-Qaeda. Caída para os jihadistas em 2014, a cidade já havia sido palco de confrontos em 2015 e 2016 entre os combatentes do Conselho dos Mujahideen de Derna e os do Estado Islâmico, que terminaram com a vitória dos primeiros enquanto o Estado Islâmico é repelido da cidade. Derna, no entanto, permanece sitiada pelas forças do autoproclamado "Exército Nacional Líbio", afiliado ao governo de Tobruk, que regularmente realiza ataques aéreos contra posições jihadistas. Em 7 de maio de 2018, após uma parada militar em Benghazi, o marechal Khalifa Haftar, o homem forte do leste da Líbia, anuncia o início da ofensiva para retomar Derna. Uma fonte militar da agência Xinhua, no entanto, evoca os combates a partir de 3 de maio.

## Progresso
Nas primeiras semanas, as forças do Exército Nacional Líbio atacam posições fortificadas nas entradas da cidade. Os combates se intensificam em 24 de maio e início de junho, e as forças do Exército Nacional Líbio controlam as entradas leste e oeste da cidade. Em 5 de junho, as forças do Exército Nacional Líbio entram na cidade pelos três lados e o marechal Haftar anuncia o início da segunda fase da ofensiva.
Seu progresso é rápido: no dia seguinte, o Exército Nacional Líbio afirma controlar 75% de Derna. Os confrontos então acontecem no centro da cidade e ao redor do porto e da base naval adjacente. Pelo menos vinte soldados do Exército Nacional Líbio, cerca de trinta jihadistas e uma dezena de civis são mortos em poucas horas. No dia 11 de junho, o Exército Nacional Líbio reivindica a tomada de novos bairros. Em 27 de junho, o Exército Nacional Líbio anuncia o lançamento do ataque ao último reduto dos islamistas no centro da cidade. Em 28 de junho, o marechal Khalifa Haftar declara "a libertação" de Derna.
No entanto, uma bolsa com pelo menos várias dezenas de combatentes subsiste por vários meses no centro da cidade. Em 8 de outubro, as forças do Exército Nacional Líbio capturaram Hicham al-Achmaoui, conhecido como Abu Omar al-Muhajir al-Masri, ex-oficial das forças especiais egípcias que se tornou líder do grupo islâmico Ansar al-Islam. Em 13 de fevereiro de 2019, o Exército Nacional Líbio anuncia o fim de suas operações em Derna. Seu porta-voz Ahmad al-Mismari declara: "Todas as áreas terroristas de Derna foram eliminadas. O processo de limpeza está concluído". Segundo ele, dezenas de jihadistas foram mortos e dezenas de outros presos durante as operações finais.